# Refrakcija
Refrakcija (srednjovj. lat. refractio, prema lat. refractus: slomljen) ili lom svjetlosti je skretanje svjetlosnih zraka ili zraka drugog elektromagnetskoga zračenja pri prijelazu iz jednoga sredstva u drugo zbog razlike u brzini širenja valova u različitim sredstvima. Pojam se može odnositi i na valove zvuka. Zakoni su refrakcije: 
- upadna zraka, lomljena zraka i okomica na granicu sredstava leže u istoj ravnini;
- Snelliusov zakon:

{\displaystyle {\frac {\sin \theta _{1}}{\sin \theta _{2}}}={\frac {v_{1}}{v_{2}}}={\frac {n_{2}}{n_{1}}}}
ili
{\displaystyle n_{1}\cdot \sin \theta _{1}=n_{2}\cdot \sin \theta _{2}\ }
pri čemu su: θ1 - kut upadne zrake svjetlosti, θ2 - kut loma, v1 i v2 brzine vala, a n1 i n2 odgovarajući indeksi loma sredstva iz kojega zrake dolaze i sredstva u koje ulaze. 
Ako zrake dolaze iz optički gušćega u optički rjeđe sredstvo, postoji granični kut upadne zrake za koji još vrijedi Snelliusov zakon (odbijanje valova ili refleksija). Kod kutova većih od graničnoga događa se totalna refleksija.

## Objašnjenje
Pustimo kroz usku pukotonu u tamnoj sobi mali snop svjetlosti na površinu vode u posudi. Jedan dio zraka svjetlosti reflektirat će se tako da kut upadanja bude jednak kutu refleksije (odbijanja). Veći dio svjetlosnog snopa ući će u vodu, ali će skrenuti s prvobitnog smjera. Kažemo da se zraka svjetlosti lomi. Kut loma θ2 bit će manji od kuta upadanja θ1, znači da se zraka svjetlosti lomi prema okomici. Upadajuća i lomljena zraka leže u jednoj ravnini. Ako zraka svjetlosti pada okomito na površinu vode, ona će prolaziti kroz vodu bez ikakvog skretanja. 
Zbog loma svjetlosti čini nam se štap, postavljen koso u vodu, kao prelomljen. Iz istoga razloga čini nam se dno rijeke, odnosno mora, uzdignuto i dubina manja nego što je u stvari.
Pokus loma svjetlosti može se izvesti pomoću zrcala koji se nalazi u vodi. Zraka svjetlosti pada na koso postavljeno zrcalo te se od njega reflektira. Na granici vode i zraka jedan se dio zrake svjetlosti reflektira u zrak, a drugi ulazi u vodu, te se lomi prema okomici. Na zrcalu u vodi zraka se svjetlosti opet reflektira, a na granici vode i zraka također će se jedan dio svjetlosti reflektirati u vodu, dok će veći dio izaći u zrak i lomiti se od okomice. Iz navedenih pokusa vidimo da se svjetlost kad koso dođe na granicu dvaju sredstava, na primjer zraka i vode, djelomično reflektira, a djelomično ulazi u sredstvo i pri tom se lomi. 
Ono sredstvo u kojem je kut loma zraka svjetlosti manji od kuta upadanja zovemo optički gušće, a sredstvo u kojem je kut loma zrake svjetlosti veći od kuta upadanja zovemo optički rjeđe sredstvo. Prema tome je voda optički gušće, a zrak optički rjeđe sredstvo.

### Indeks loma
Indeks loma (oznaka n) je bezdimenzionalna fizikalna veličina koja opisuje međudjelovanje svjetlosti i optički prozirne tvari, a definirana je kao omjer brzine svjetlosti u vakuumu c i brzine svjetlosti u tvari v, 
{\displaystyle n={\frac {c}{v}}}
Posljedica je promjene brzine svjetlosti promjena pravca njezina širenja pri prelasku iz jednoga optičkog sredstva u drugo. Što je indeks loma veći, veća je promjena pravca, odnosno veći je lom svjetlosti (refrakcija). Indeks loma može se s pomoću Snelliusova zakona odrediti iz geometrijskih odnosa kutova zraka svjetlosti prema površini sredstva u kojem dolazi do loma:
{\displaystyle {\frac {n_{2}}{n_{1}}}={\frac {\sin \theta _{1}}{\sin \theta _{2}}}={\frac {v_{1}}{v_{2}}}}
gdje je: θ1 - upadni kut prema okomici na površinu sredstva, θ1 - kut loma, n1 - indeks loma optičkoga sredstva iz kojega svjetlost dolazi, a n2 - indeks loma optičkoga sredstva u koje svjetlost ulazi. Često se rabi relativni indeks loma, koji je jednak omjeru indeksa loma dvaju sredstava: 
{\displaystyle n_{r}=n_{21}={\frac {n_{2}}{n_{1}}}}
Svjetlost se u nekoj tvari širi brzinom:
{\displaystyle v={c \over {\sqrt {\mu _{r}\cdot \varepsilon _{r}}}}}
gdje je: εr - relativna dielektrična permitivnost tvari, a μr - relativna magnetska permeabilnost. Kako za relativnu magnetsku permeabilnost u optički prozirnom sredstvu vrijedi μr ≈ 1, proizlazi da indeks loma ovisi samo o relativnoj dielektričnoj permitivnosti: 
{\displaystyle n={\sqrt {\varepsilon _{r}}}}
Međutim, za mnoge tvari dolazi do odstupanja od toga izraza, zbog postojanja električnih dipola u dielektricima i ovisnosti relativne dielektrične permitivnosti o frekvenciji svjetlosti.

### Lom svjetlosti u planparalelnoj ploči
Planparalelna ploča je prozirno tijelo omeđeno dvjema paralelnim ravninama. Zraka svjetlosti lomi se dvaput prolazeći kroz planparalelnu ploču. Za lom svjetlosti u prvoj točki loma vrijedi: 
{\displaystyle {\frac {\sin \alpha }{\sin \beta }}=n}
a za lom u drugoj točki vrijedi: 
{\displaystyle {\frac {\sin \beta _{1}}{\sin \alpha _{1}}}={\frac {1}{n}}}
Pomnožimo li međusobno obje jednadžbe, dobivamo:
{\displaystyle {\frac {\sin \alpha \cdot \sin \beta _{1}}{\sin \beta \cdot \sin \alpha _{1}}}={\frac {n}{n}}=1}
Kako su granične plohe paralelne, to mora biti β = β1, a stoga je sin β = sin β1, pa je sin α / sin α1 = 1, a odatle je α = α1.
Znači, kut upadanja zrake svjetlosti pri ulazu u planparalelnu ploču jednak je kutu loma kod izlaza zrake iz ploče. Zraka dakle izlazi u istom smjeru, samo je malo pomaknuta:
{\displaystyle \xi =d\cdot {\frac {\sin(\alpha -\beta )}{\cos \beta }}}
Pomak ζ je, dakle, to veći što je veća debljina d ploče.

### Lom svjetlosti u prizmi
Optička prizma je prozirno tijelo omeđeno s dvije ravnine koje se sijeku pod oštrim kutom koji se zove lomni kut prizme ρ. Zraka se lomi kod ulaza u prizmu u točki A i kod izlaza iz prizme u točki B. U točki A zraka se otklonila od prvobitnog smjera za kut δ1 = α1 - β1. U točki B za kut δ2 = α2 - β2, pa je ukupni otklon ili devijacija zrake svjetlosti od svoga prvobitnog smjera:
{\displaystyle \delta =\delta _{1}+\delta _{2}=(\alpha _{1}-\beta _{1})+(\beta _{2}-\alpha _{2})}
Kako je zbroj kutova u trokutu 180°:
{\displaystyle (90^{\circ }-\beta _{1})+(90^{\circ }-\alpha _{2})+\rho =180^{\circ }}
a odatle je:
{\displaystyle \rho =\alpha _{2}+\beta _{1}}
Uvrstimo li to u izraz za devijaciju, dobit ćemo:
{\displaystyle \delta =\alpha _{1}+\beta _{2}-\rho }
Devijacija će biti najmanja kada zraka svjetlosti bude simetrično prolazila kroz prizmu, to je kad bude α1 = β2. Ako je lomni kut ρ malen, imamo tanku prizmu, pa su i svi ostali kutovi maleni. Stoga u izrazu za indeks loma možemo sinuse zamijeniti samim kutovima, to jest:
{\displaystyle n={\frac {\sin \alpha _{1}}{\sin \beta _{1}}}\approx {\frac {\alpha _{1}}{\beta _{1}}}}
{\displaystyle n={\frac {\sin \beta _{2}}{\sin \alpha _{2}}}\approx {\frac {\beta _{2}}{\alpha _{2}}}}
pa je:
{\displaystyle \alpha _{1}=n\cdot \beta _{1}}
{\displaystyle \beta _{2}=n\cdot \alpha _{2}}
Uvrstimo li to u izraz za devijaciju:
{\displaystyle \delta =n\cdot \beta _{1}+n\cdot \alpha _{2}-\rho }
{\displaystyle \delta =n\cdot (\alpha _{2}+\beta _{1})-\rho }
ili, jer je:
{\displaystyle \rho =\alpha _{2}+\beta _{1}}
dobivamo:
{\displaystyle \delta =n\cdot \rho -\rho }
{\displaystyle \delta =(n-1)\cdot \rho }
Odatle vidimo da je devijacija kod prizme to veća što je veći indeks loma i lomni kut prizme. Zraka iz prizme izlazi otklonjena prema debljem kraju za kut devijacije. 

## Refraktometar
Refraktometar je mjerni instrument kojim se određuje indeks loma svjetlosti. Indeks loma može se odrediti i mjerenjem kuta otklona svjetlosne zrake kada ona prolazi prizmom od materijala kojemu se želi odrediti indeks loma. Tako je indeks loma određivao Ruđer Bošković na specijalnom vitrometru, kod kojega se mogao mijenjati kut loma prizme. Danas se upotrebljavaju refraktometri za tekućine i čvrste tvari kod kojih se iz izmjerenoga graničnoga kuta pri totalnoj refleksiji određuje indeks loma. Na tom su načelu načinjeni Abbeov refraktometar (za određivanje indeksa loma malih količina tekućine), refraktometar s prizmom za uranjanje (za određivanje indeksa loma većih količina tekućine), Pulfrichov refraktometar (za određivanje indeksa loma tekućine i čvrstih tvari). Indeks loma plinova određuje se iz pomaka interferencijskih pruga dviju koherentnih zraka svjetlosti koje prolaze kroz dvije kivete od kojih jedna sadrži plin poznatog indeksa loma, a druga plin kojemu se određuje indeks loma. Na tom načelu radi Rayleighov interferencijski refraktometar za plinove. Indeks loma ovisi o valnoj duljini svjetlosti pa se mjerenja provode monokromatskom svjetlošću ili su pak u refraktometru ugrađeni kompenzatori kojima se može mjeriti indeks loma za određenu valnu duljinu svjetlosti, obično za natrijevu D-liniju, upotrebljavajući bijelu svjetlost, ili s pomoću optičke rešetke za različite valne duljine.

### Refraktometrija
Refraktometrija je određivanje indeksa loma svjetlosti. Obavlja se refraktometrom, mjerenjem kuta pod kojim se svjetlosna zraka lomi pri prijelazu iz istraživane tekućine u staklenu prizmu poznatog indeksa loma. Budući da je indeks loma otopina razmjeran njihovoj koncentraciji, refraktometrija služi i kao analitička tehnika za određivanje koncentracije šećernih sokova, voćnih sirupa, marmelada, masti u mlijeku, alkohola u alkoholnim pićima, za određivanje čistoće glicerola, mineralnih i eteričnih ulja, voskova, masti i tako dalje. Refraktometrija je također važna metoda za određivanje konstitucije organskih spojeva.

## Refrakcija oka
Refrakcija oka je lom svjetlosnih zraka u dioptrijskom uređaju oka (rožnici, očnoj vodici, leći i staklovini), što omogućuje stvaranje slike na mrežnici.

## Refrakcija u atmosferi
Refrakcija u atmosferi nastaje zbog prolaza svjetlosti kroz slojeve zraka različite gustoće, pa se svjetlosna zraka pri prijelazu iz jednoga sloja zraka u drugi lomi. Kako se gustoća zraka mijenja postupno, put svjetlosne zrake nije izlomljena linija nego kontinuirana krivulja. Pod normalnim uvjetima, to jest kada se gustoća zraka s visinom smanjuje, ta je krivulja zakrivljena pa je njezin udubljeni dio okrenut prema Zemlji. Budući da ljudsko oko predmete od kojih svjetlosna zraka dolazi smješta u smjeru tangente na put zrake, zemaljski predmeti, zvijezde, Mjesec i Sunce izgledaju viši nego što zapravo jesu. Kut koji čini tangenta s pravocrtnom spojnicom oka i predmeta naziva se kut refrakcije. Razlikuju se astronomska refrakcija, kada se promatraju nebeska tijela, i zemaljska refrakcija, kada se promatraju predmeti na Zemlji. Zbog astronomske refrakcije zvijezde se vide nad obzorom (horizontom) i onda kada se nalaze nešto ispod obzora; zbog nje je dan u umjerenim zemljopisnim širinama duži za 8 do 13 minuta, a polarna noć kraća za 12 dana. Zemaljskom refrakcijom vidljivi se obzor proširuje za 5 do 6%. Kod nenormalne stratifikacije atmosfere, kada gustoća zraka raste s visinom, pojavljuju se u atmosferi posebne optičke pojave (na primjer miraž).

## Vanjske poveznice
|  | Zajednički poslužitelj ima stranicu o temi Refrakcija |